# Faculté de médecine d'Oran
 (décembre 2024).
Il peut être nécessaire de l'améliorer pour respecter le principe de neutralité de point de vue. 

 (décembre 2024).
La Faculté de médecine d’Oran est créée en 1967 par l'ordonnance numéro 67-278 du 29 décembre 1967 par laquelle le centre hospitalo-universitaire est érigé en université.
La réforme de l’enseignement universitaire de 1971 donne naissance à 11 instituts dont celui des sciences médicales d’Oran (ISM) et treize ans plus tard (1984)[pas clair]. En raison de la spécificité des études médicales, le décret numéro 84-216 du 18 août 1984 est promulgué pour la création de l’Institut national de l’enseignement supérieur en sciences médicales d’Oran (INESSM) et tutelle[Quoi ?] deux annexes à Tlemcen et à Sidi Bel Abbès. Et c’est le nouveau statut de 1998 qui permettra la création de la faculté de médecine d’Oran sur le décret numéro 98.253 du 17 août 1998 qui reste en vigueur à ce jour[Quand ?].

## Description

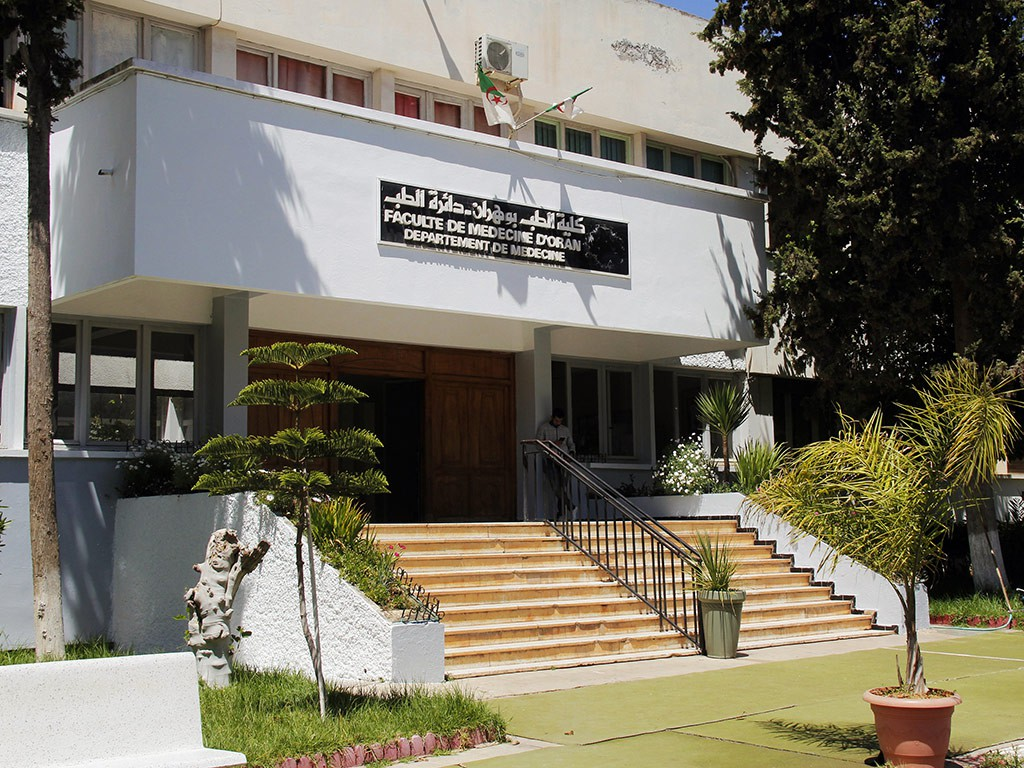
Accès principal du département de Médecine d'Oran

Occupant le deuxième rang national sur les 14 facultés de médecine que compte l’Algérie, la faculté de médecine d’Oran figure parmi les cinq facultés de l’université d’Oran 1 Ahmed Ben Bella. En attente de la nouvelle faculté de médecine en cours de réalisation, la faculté de médecine d’Oran dispose de quatre infrastructures dont le siège de la faculté (Ex INESSMO), le département de pharmacie à l’IGMO et deux infrastructures jouxtant le CHU Oran : le département de médecine (Ex ISM) et l’institut de médecine dentaire. Son organisation de formation pratique pour promouvoir à la fois les soins aux malades, l’enseignement et la recherche s’appuie sur d’importantes structures hospitalo-universitaires dont le CHU Oran, l’EHU Oran, l’HMRUO et les différents EHS dont dispose la ville d’Oran.
À travers ses trois départements de médecine, de pharmacie et de médecine dentaire, la faculté de médecine d’Oran offre un enseignement académique et une pratique clinique en milieu hospitalier et propose d’une part une formation graduée pour l’obtention respective du diplôme de docteur en médecine, en pharmacie et en médecine dentaire et d’autre part une formation post-graduée pour l’obtention du diplôme des études spécialisées dans plus de 45 disciplines en médecine, 15 en pharmacie et 5 en médecine dentaire.

### Départements
Implantée sur une superficie de 20 hectares, la faculté de médecine d’Oran d’une capacité d’accueil de 10 000 places pédagogiques dispose de sept amphithéâtres et de 56 laboratoires (médecine, pharmacie, microbiologie, anatomie, chimie, biochimie, physiologie…) et d’un auditorium de 600 places
La faculté comporte trois départements d'enseignement, celui de médecine, celui de médecine dentaire et enfin de pharmacie. Elle délivre les diplômes de graduation dans ces trois départements.
Elle assure également une formation post-graduée en médecine, en médecine dentaire ainsi qu'en pharmacie, dans une trentaine de spécialités.
Elle gère enfin, en collaboration avec les facultés de sciences et de technologie de l'université, deux masters de physique médicale et de pharmacie industrielle.

#### Médecine

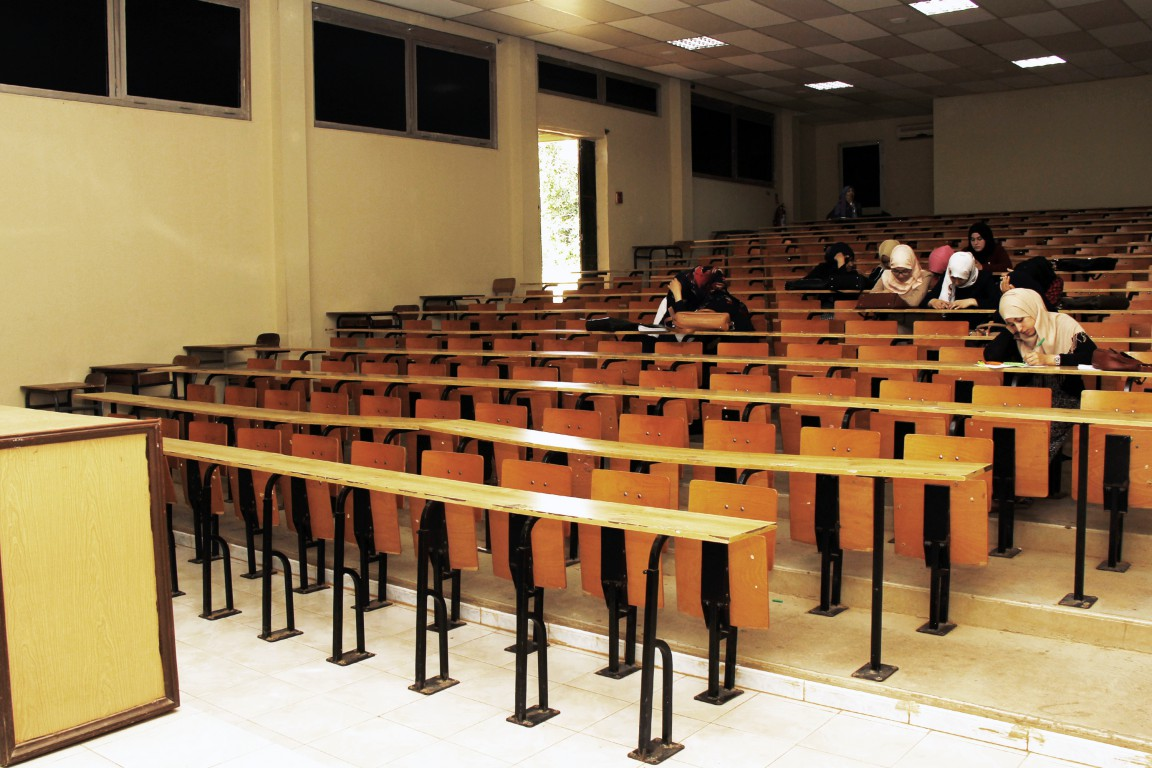
Étudiants dans un amphithéâtre

Le département de médecine offre une formation graduée pour l’obtention du diplôme de docteur en médecine et une formation post-graduée pour l’obtention du diplôme des études spécialisées dans plus de 45 disciplines en médecine .

##### Graduation (Cycle pré-clinique)

###### Première année
- Anatomie
- Biochimie
- Biophysique
- Biostatistique
- Chimie
- Chimie organique
- Cytologie
- Embryologie
- Éthique
- Génétique
- Histologie
- Informatique
- Physiologie
- Français
- Santé, société et humanité

###### Deuxième année
- Anatomie
- Biochimie
- Biophysique
- Histologie
- Physiologie

###### Troisième année
- Anatomie pathologique
- Immunologie
- Microbiologie
- Parasitologie
- Pharmacologie
- Physiologie pathologique
- Radiologie
- Sémiologie

##### Graduation (Cycle clinique)

###### Quatrième année
- Pneumologie
- Cardiologie
- Infectieux
- Neurologie
- Gastrologie
- Hématologie

###### Cinquième année
- Pédiatrie
- Psychiatrie
- Gynécologie Obstétrique
- Endocrinologie
- Uro-Nephrologie
- OTR (Chirurgie orthopédique et traumatologie)

###### Sixième année
- Dermatologie
- DMOSP (Droit médical, organisation de la santé, psychologie)
- Médecine sociale
- Ophtalmologie
- ORL (Oto-rhino-laryngologie)
- UMCT (Urgences medico-chirurgicales et thérapeutique)

###### Septième année
- Stage interne en chirurgie
- Stage interne en médecine
- Stage interne en gynéco-obstétrique
- Stage interne en pédiatrie

##### Post-Graduation
- Anatomie (Générale, pathologique)
- Anesthésie (Réanimation, réanimation pédiatrique)
- Biochimie
- Cardiologie
- Chirurgie (Cardiaque, générale, maxillo-faciale, neurologique, orthopédique, pédiatrique, plastique, thoracique, urologique, vasculaire)
- Dermatologie
- Endocrinologie
- Épidémiologie
- Gynécologie obstétrique
- Hématologie
- Hémobiologie
- Hépato-gastro-entérologie
- Histologie
- Infectiologie
- Médecine (Du travail, interne, légale, physique et réadaptation)
- Microbiologie
- Néphrologie
- Neurologie
- Neurophysiologie
- Oncologie médicale
- Ophtalmologie
- ORL
- Parasitologie
- Pédiatrie
- Pédopsychiatrie
- Pneumo-phtisiologie
- Psychiatrie
- Radiologie
- Radiothérapie
- Réanimation médicale
- Rhumatologie

#### Médecine dentaire
Le département de médecine dentaire d’Oran, situé au sein de la faculté de médecine dispense une formation théorique et pratique dans les domaines de la recherche diagnostique des maladies de la bouche, des dents et des maxillaires et des techniques de prévention et de traitement. De même qu’il met l’accent sur l’acquisition des connaissances scientifiques permettant de se préparer et de s'adapter à l'évolution de la médecine dentaire et de s'orienter éventuellement vers des formations complémentaires voire vers une carrière d'enseignant chercheur.

##### Cycle de graduation

###### Première année
- Anatomie Générale
- Physiologie générale
- Histologie / Embryologie
- Génétique
- Biochimie
- Physique
- Biophysique
- Chimie Organique
- Biomathématiques / Statistiques
- Chimie
- Santé sociale et Sciences humaines
- Anglais
- Français

###### Deuxième année
- Odontologie Conservatrice / Endodontie
- Prothèse
- Anatomie humaine
- Orthopédie dento-faciale
- Microbiologie
- Biomatériaux
- Informatique
- Anatomie dentaire
- Histologie
- Anglais
- Hygiène et prévention
- Pathologie bucco-dentaire
- Parodontologie
- Physiologie
- Immunologie

###### Troisième année
- Odontologie conservatrice / Endodontie
- Orthopédie dento-faciale
- Parodontologie
- Pathologie et chirurgie buccale
- Prothèse
- Imagerie médicale
- Pharmacologie
- Anatomie pathologique
- Oxyologie
- Occlusodontie
- Anesthésiologie

##### Cycle de post-graduation
Le département de médecine dentaire d’Oran offre une formation post-graduée dans cinq spécialités :
- Orthopédie dento-Faciale (O.D.F)
- Odontologie conservatrice / Endodontie.
- Parodontologie.
- Pathologie bucco-dentaire.
- Prothèse.

La durée de formation est de quatre (04) années.

##### Mission
- De vérifier les effets que produisent ces programmes sur la santé de la population
- De renforcer l’approche éthique (dans les domaines de santé publique, clinique et de recherche).
- Assurer sa responsabilité sociale en contribuant à la qualité, l’équité, la pertinence et l’efficacité des services de santé bucco-dentaire
- De s’ouvrir sur son environnement en assurant des programmes de formation continue et en collaborant avec les autres professionnels de la santé[8].

#### Pharmacie
Le département de pharmacie s'axe sur une formation graduée de six années comprenant quinze spécialités pour l’obtention du diplôme de docteur en pharmacie et une formation post-graduée variant entre quatre et cinq années pour l’obtention du diplôme des études médicales spéciales (DEMS).

##### Cycle de graduation

###### Première année
- Biomathématiques, informatique et biostatistiques
- Chimie pharmaceutique générale
- Chimie pharmaceutique organique
- Biologie cellulaire
- Physique pharmaceutique
- Biologie végétale
- Anatomie fonctionnelle descriptive
- Physiologie
- Sciences humaines : Histoire de la pharmacie et galénique
- Langue française

###### Deuxième année
- Biophysique
- Botanique pharmaceutique
- Chimie analytique fondamentale
- Chimie minérale pharmaceutique
- Génétique
- Biochimie structurale, métabolique et moléculaire
- Physiopathologie
- Culture générale

###### Troisième année
- Chimie thérapeutique
- Pharmacie Galénique
- Chimie Analytique
- Pharmacognosie
- Pharmacologie
- Sémiologie médicale

###### Quatrième année
- Biochimie Clinique
- Microbiologie médicale
- Immunologie
- Parasitologie-Mycologie
- Hémobiologie-Transfusion Sanguine

###### Cinquième année
- Toxicologie
- Hydro-Bromatologie
- Épidémiologie - Méthodologie de la Recherche
- Droit Pharmaceutique et éthique
- Gestion Pharmaceutique
- Pharmacie hospitalière
- Pharmacie Clinique
- Pharmacie Industrielle

##### Cycle de post-graduation
- Parasitologie
- Biochimie
- Chimie thérapeutique
- Pharmacie galénique
- Pharmacologie
- Toxicologie
- Hémobiologie
- Chimie analytique
- Biophysique-Pharmaceutique
- Microbiologie
- Immunologie
- Botanique Médicale
- Chimie Minérale
- Pharmacognosie
- Hydro-Bromatologie

## Presse médicale (JFMO)
Le journal de la faculté de médecine d’Oran (JFMO) côtoie la presse médicale au biais de publications consultables[pas clair] en open access. Le journal est édité par l’université d’Oran 1 Ahmed Benbella « JFMO a la vocation de promouvoir la production scientifique et de dynamiser le partage des connaissances entre les différents acteurs de la santé. Il a pour objectif d’initier les chercheurs à la rédaction scientifique afin d’assurer une meilleure visibilité de leurs travaux de recherche ».